# Mes insomnies (chanson)
Pour les articles homonymes, voir Mes insomnies.
Singles de Louisy Joseph
Assis par terre
(2008) Imagine de John Lennon
(2009)
Pistes de La Saison des amours
Imagine de John Lennon Laissez faire
Mes insomnies est le deuxième extrait de l'album La Saison des amours de la chanteuse française Louisy Joseph. La chanson est écrite par Élodie Hesme et John Mamann et réalisée par John Mamann et Olivier Reine.

## Classement par pays
| Classement (2008)               | Meilleure position |
| ------------------------------- | ------------------ |
| Belgique (Wallonie Ultratip 50) | 4                  |